# Pietro Pisani
Pietro Pisani (ur. 15 lipca 1871 w Vercelli, zm. 16 lutego 1960) – włoski duchowny rzymskokatolicki, arcybiskup, delegat apostolski Indii Wschodnich.

## Biografia
15 grudnia 1919 papież Benedykt XV mianował go delegatem apostolskim Indii Wschodnich oraz arcybiskupem tytularnym constantyjskim. 21 grudnia 1919 przyjął sakrę biskupią z rąk prefekta Świętej Kongregacji Rozkrzewiania Wiary kard. Willema Marinusa van Rossuma. Współkonsekratorami byli arcybiskup Vercelli Giovanni Gamberoni oraz sekretarz Świętej Kongregacji ds. Seminariów i Uniwersytetów Giacomo Sinibaldi.
Delegatem apostolskim Indii Wschodnich był do października 1924.